# Pomník Aloise Jiráska (Praha)
Pomník Aloise Jiráska stojí uprostřed travnaté plochy na Jiráskově náměstí v Novém Městě v Praze 2, poblíž domu, kde spisovatel žil v letech 1903–1930. Pomník je kulturní památka České republiky evidovaná v Ústředním seznamu kulturních památek.

## Historie
Po smrti spisovatele pečovala o jeho památku Společnost Aloise Jiráska, založená roku 1930. Nejprve zřídila Jiráskovo muzeum v bytě na rohu Resslovy ulice, kde Jirásek žil, a roku 1933 zde umístila žulovou pamětní desku s nápisem: V tomto domě žil a zemřel Alois Jirásek 1903–1930. Zasadila Společnost Al. Jiráska. Společnost se také zasloužila o pojmenování náměstí, mostu přes Vltavu a přejmenování reálného gymnázia v Resslově ulici 10/308 na Jiráskovo gymnasium (označení a prvorepublikový státní znak nad vchodem zůstaly, škola byla po roce 1948 změněna na základní, v ředitelně do roku 1990 visela podobizna celé postavy Aloise Jiráska). Na náměstí byla od roku 1933 parková úprava s věncem lip, uprostřed kašna s fontánou. Teprve roku 1960 zde byl postaven pomník. Autorem sochy je Karel Pokorný, pískovcový podstavec pomníku navrhl architekt Jaroslav Fragner. Sochu odlila firma Zukov. Pomník odhalil ministr kultury a školství Zdeněk Nejedlý.

## Popis
Sedící postava spisovatele v nadživotní velikosti je provedena v bronzu. Alois Jirásek je zpodoben s perem v pravé ruce, levou rukou přidržuje rozevřený sešit na koleni předkročené pravé nohy. Na kamenném podstavci je centrálně umístěn kónický sokl s patkou a úzkou římsou na vrcholu. Kameny soklu jsou pravděpodobně osazeny na železobetonovém skeletu. Na jeho přední straně je kolmo vsazena obdélná kamenná deska s nápisem:
ALOIS / JIRÁSEK / 1851 – 1930, na zadní straně deska s nápisy: POSTAVENO / PÉČÍ VLÁDY / ČESKOSLOVENSKÉ / REPUBLIKY / K PATNÁCTÉMU / VÝROČÍ OSVO- / BOZENÍ VLASTI / ROKU 1960 / PODLE NÁVRHU / SOCHAŘE KARLA / POKORNÉHO / A ARCHITEKTA / JAROSLAVA / FRÁGNERA. 
Po stranách jsou kamenné reliéfy – na pravé straně palcát s datem 1419, na levé straně reliéf psí hlavy s datem 1695.

## Sochy a busty Aloise Jiráska v jiných objektech a městech
- Praha – foyer Národního divadla – bronzová busta, Jan Štursa, (1921)
- Praha – Panteon Národního muzea – bronzové poprsí, Bohumil Kafka, (1926)
- Bardejov (zmenšená kopie) u budovy gymnázia[3]
- Litomyšl (sedící figura), sochař Vincenc Makovský, 1959[4]
- Hronov, stojící postava v parku u rodného domu, sochař Josef Malejovský[5]
- Libín (stojící pískovcová socha), kamenosochař Jan Kysel podle modelu Jana Štursy[6]
- Nové Město nad Metují (busta), kulturní památka (NPÚ, 14580/6-1823)
- Štramberk, Národní sad (busta), sochař Jan Štursa, 1921[7]
- Olomouc (kamenná reliéfní busta), sochař Julius Pelikán
- Domažlice (pamětní deska s bustou), sochař Karel Kuneš [8]